# كوكب (مودية)

تعديل مصدري - تعديل

كوكب هي إحدى قرى عزلة مودية بمديرية مودية التابعة لمحافظة أبين، بلغ تعداد سكانها 733 نسمة حسب تعداد اليمن لعام 2004.